# Karel Josef Habsbursko-Lotrinský
Karel Josef Habsbursko-Lotrinský (1. února 1745 Vídeň – 18. ledna 1761 Vídeň) byl sedmým potomkem a v pořadí druhým mužským potomkem rakouské arcivévodkyně Marie Terezie a Františka Štěpána I. Lotrinského.

## Mládí
Jako druhý následník trůnu byl malý Karel pokřtěn na Karla Josefa Emanuela Johanna Nepomuka Antona Prokopa. Otec jej na rozdíl od jeho staršího bratra a pozdějšího císaře Josefa ihned pasoval na rytíře. Malý arcivévoda byl velmi bystrý, měl otevřenou povahu a svým šarmem si dokázal získat jak rodiče, tak i sourozence. Marie Terezie mu dávala otevřeně přednost před tvrdohlavým Josefem, jehož cynismus a pesimismus nesnášela. Již jako šestiletý se prý Karel zúčastnil po matčině boku v maďarském kroji zasedání zemského sněmu v Prešpurku a na uvítání odpověděl maďarsky. Spolu s o dva roky mladším Leopoldem jej vychovávali vybraní učitelé. Svou roli budoucího panovníka některé z provincií bral Karel velmi vážně.
Marie Terezie předurčila svého druhorozeného syna za vládce Toskánského velkovévodství (po jeho předčasné smrti se jím však stal jeho mladší bratr Leopold II.). Vzhledem k budoucímu postavení velkovévody bylo třeba uzavřít i odpovídající sňatek. Marie Terezie pro Karla vybrala španělskou infantku Marii Ludoviku z rodu španělských Bourbonů. Byla dcerou španělského krále Karla III. (1716 – 1788) a saské princezny Marie Amálie, což se císařovně hodilo do jejích dynastických kalkulací. Ludovika byla navíc stejně stará jako Karel Josef. Nebyla to sice žádná krasavice, měla dokonce padoucnici, ale to u královských sňatků nehrálo žádnou roli.

## Nemoc a smrt
Počátkem ledna 1761 se u arcivévody Karla začaly projevovat příznaky neštovic, jež se zhoršovaly tak rychle, že mu bylo 13. ledna uděleno za přítomnosti sourozenců Josefa, Leopolda, Marie Anny, Marie Kristiny a Marie Amálie poslední pomazání a 18. ledna 1761 arcivévoda v 15 letech zemřel. Nedlouho poté se konal pohřeb. Neštovice, na něž v té době neexistoval žádný lék, postihly řadu příslušníků císařské rodiny, včetně Marie Terezie a Josefa II., ale oba je dokázali přestát, stejně jako Leopold, Marie Karolína a Marie Alžběta. Karel Josef, Marie Josefa, Johana Gabriela a obě manželky Josefa II., Isabela Parmská a Marie Josefa Bavorská, jim však podlehli.
Vzhledem ke Karlovu úmrtí přešly jeho veškeré povinnosti na mladšího bratra Leopolda. Nepodědil však pouze bratrovy povinnosti a titul, nýbrž i jeho snoubenku Marii Ludoviku Španělskou.

## Zajímavost
Jako historická zajímavost by se mohla jevit skutečnost, že kdykoli došlo k zasnoubení potomků Marie Terezie s dětmi Karla III., zasáhla pokaždé smrt a snoubenka či snoubenec byli nuceni si počkat až na mladší sestru nebo bratra zesnulé či zesnulého.
V případě Karla Josefa, se po jeho smrti stal toskánským velkovévodou Leopold, vládl jako velkovévoda Pietro Leopold a jeho snoubenku Marii Ludoviku také převzal on. V případě Ferdinanda I. Neapolsko-Sicilského, kdy si tento neotesanec měl vzít stejně starou Marii Josefu, také zasáhly neštovice a nakonec se manželkou Ferdinanda stala Marie Karolína.

## Vývod z předků
|                                    |                                             |  |                           |                                                             |  |  |  |  |  |  |  | Mikuláš František Lotrinský |
|                                    |                                             |  |                           |                                                             |  |  |  |  |  |  |  |                             |
|                                    | Karel V. Lotrinský                          |  |                           |                                                             |  |  |  |  |  |  |  |                             |
|                                    |                                             |  |                           |                                                             |  |  |  |  |  |  |  |                             |
|                                    |                                             |  |                           | Klaudie Lotrinská                                           |  |  |  |  |  |  |  |                             |
|                                    |                                             |  |                           |                                                             |  |  |  |  |  |  |  |                             |
|                                    | Leopold Josef Lotrinský                     |  |                           |                                                             |  |  |  |  |  |  |  |                             |
|                                    |                                             |  |                           |                                                             |  |  |  |  |  |  |  |                             |
|                                    |                                             |  |                           | Ferdinand III. Habsburský                                   |  |  |  |  |  |  |  |                             |
|                                    |                                             |  |                           |                                                             |  |  |  |  |  |  |  |                             |
|                                    | Eleonora Marie Josefa Habsburská            |  |                           |                                                             |  |  |  |  |  |  |  |                             |
|                                    |                                             |  |                           |                                                             |  |  |  |  |  |  |  |                             |
|                                    |                                             |  |                           | Eleonora Magdalena Gonzagová                                |  |  |  |  |  |  |  |                             |
|                                    |                                             |  |                           |                                                             |  |  |  |  |  |  |  |                             |
|                                    | František I. Štěpán Lotrinský               |  |                           |                                                             |  |  |  |  |  |  |  |                             |
|                                    |                                             |  |                           |                                                             |  |  |  |  |  |  |  |                             |
|                                    |                                             |  |                           | Ludvík XIII.                                                |  |  |  |  |  |  |  |                             |
|                                    |                                             |  |                           |                                                             |  |  |  |  |  |  |  |                             |
|                                    | Filip I. Orleánský                          |  |                           |                                                             |  |  |  |  |  |  |  |                             |
|                                    |                                             |  |                           |                                                             |  |  |  |  |  |  |  |                             |
|                                    |                                             |  |                           | Anna Rakouská                                               |  |  |  |  |  |  |  |                             |
|                                    |                                             |  |                           |                                                             |  |  |  |  |  |  |  |                             |
|                                    | Alžběta Charlotta Orleánská                 |  |                           |                                                             |  |  |  |  |  |  |  |                             |
|                                    |                                             |  |                           |                                                             |  |  |  |  |  |  |  |                             |
|                                    |                                             |  |                           | Karel I. Ludvík Falcký                                      |  |  |  |  |  |  |  |                             |
|                                    |                                             |  |                           |                                                             |  |  |  |  |  |  |  |                             |
|                                    | Alžběta Šarlota Falcká                      |  |                           |                                                             |  |  |  |  |  |  |  |                             |
|                                    |                                             |  |                           |                                                             |  |  |  |  |  |  |  |                             |
|                                    |                                             |  |                           | Šarlota Hesensko-Kasselská                                  |  |  |  |  |  |  |  |                             |
|                                    |                                             |  |                           |                                                             |  |  |  |  |  |  |  |                             |
| 'Karel Josef Habsbursko-Lotrinský' |                                             |  |                           |                                                             |  |  |  |  |  |  |  |                             |
|                                    |                                             |  |                           |                                                             |  |  |  |  |  |  |  |                             |
|                                    |                                             |  | Ferdinand III. Habsburský |                                                             |  |  |  |  |  |  |  |                             |
|                                    |                                             |  |                           |                                                             |  |  |  |  |  |  |  |                             |
|                                    | Leopold I.                                  |  |                           |                                                             |  |  |  |  |  |  |  |                             |
|                                    |                                             |  |                           |                                                             |  |  |  |  |  |  |  |                             |
|                                    |                                             |  |                           | Marie Anna Španělská                                        |  |  |  |  |  |  |  |                             |
|                                    |                                             |  |                           |                                                             |  |  |  |  |  |  |  |                             |
|                                    | Karel VI. Habsburský                        |  |                           |                                                             |  |  |  |  |  |  |  |                             |
|                                    |                                             |  |                           |                                                             |  |  |  |  |  |  |  |                             |
|                                    |                                             |  |                           | Filip Vilém Falcký                                          |  |  |  |  |  |  |  |                             |
|                                    |                                             |  |                           |                                                             |  |  |  |  |  |  |  |                             |
|                                    | Eleonora Magdalena Falcko-Neuburská         |  |                           |                                                             |  |  |  |  |  |  |  |                             |
|                                    |                                             |  |                           |                                                             |  |  |  |  |  |  |  |                             |
|                                    |                                             |  |                           | Alžběta Amálie Hesensko-Darmstadtská                        |  |  |  |  |  |  |  |                             |
|                                    |                                             |  |                           |                                                             |  |  |  |  |  |  |  |                             |
|                                    | Marie Terezie                               |  |                           |                                                             |  |  |  |  |  |  |  |                             |
|                                    |                                             |  |                           |                                                             |  |  |  |  |  |  |  |                             |
|                                    |                                             |  |                           | Anton Ulrich Brunšvicko-Wolfenbüttelský                     |  |  |  |  |  |  |  |                             |
|                                    |                                             |  |                           |                                                             |  |  |  |  |  |  |  |                             |
|                                    | Ludvík Rudolf Brunšvicko-Wolfenbüttelský    |  |                           |                                                             |  |  |  |  |  |  |  |                             |
|                                    |                                             |  |                           |                                                             |  |  |  |  |  |  |  |                             |
|                                    |                                             |  |                           | Alžběta Juliana Šlesvicko-Holštýnsko-Sonderbursko-Norburská |  |  |  |  |  |  |  |                             |
|                                    |                                             |  |                           |                                                             |  |  |  |  |  |  |  |                             |
|                                    | Alžběta Kristýna Brunšvicko-Wolfenbüttelská |  |                           |                                                             |  |  |  |  |  |  |  |                             |
|                                    |                                             |  |                           |                                                             |  |  |  |  |  |  |  |                             |
|                                    |                                             |  |                           | Albrecht Arnošt I. Öttingenský                              |  |  |  |  |  |  |  |                             |
|                                    |                                             |  |                           |                                                             |  |  |  |  |  |  |  |                             |
|                                    | Kristýna Luisa Öttingenská                  |  |                           |                                                             |  |  |  |  |  |  |  |                             |
|                                    |                                             |  |                           |                                                             |  |  |  |  |  |  |  |                             |
|                                    |                                             |  |                           | Kristýna Frederika Württemberská                            |  |  |  |  |  |  |  |                             |
|                                    |                                             |  |                           |                                                             |  |  |  |  |  |  |  |                             |